# Iglesia del Santísimo Cristo de las Mercedes (Marines)
La Iglesia del Santísimo Cristo de las Mercedes es un templo situado en el municipio de Marines (Valencia). Fue construida entre 1965 y 1967.

## Historia
La arquitectura de colonización en España fue un fenómeno que se desarrolló principalmente entre 1945 y 1975, con el objetivo de abordar las consecuencias de las riadas y la construcción de embalses, así como para trasladar poblaciones afectadas a nuevos enclaves. Marines fue uno de los más de 300 pueblos creados como parte de la iniciativa del Instituto Nacional de Colonización (INC), bajo la dependencia del Ministerio de Agricultura. En 1971 este organismo fue disuelto para dar paso al surgimiento del Instituto Nacional de Reforma y Desarrollo Agrario (IRYDA).
La construcción de los poblados, en su concepción y planificación, se ajustaba a un programa que buscaba la autosuficiencia. Estos poblados estaban provistos de una serie de edificaciones que se organizaban alrededor de una plaza central, siendo la iglesia uno de los edificios más destacados de este conjunto. La disposición de los edificios alrededor de la plaza reflejaba la planificación cuidadosa para fomentar la cohesión social. La iglesia no solo cumplía un papel religioso, sino que también actuaba como símbolo de identidad y unidad para estas comunidades. Su ubicación y diseño arquitectónico reflejan un enfoque integral, representando un capítulo significativo en la historia de la planificación urbana con fines de repoblación en España. El traslado parcial y en masa de la población damnificada a nuevos enclaves se llevó a cabo mediante el decreto del 21 de enero de 1995, que autorizó la adquisición de fincas para este propósito. El INC, a través de aproximadamente empleó a unos ochenta arquitectos en la creación de pueblos de colonización en España, que se beneficiaron de la experiencia de sus compañeros de la Dirección General de Regiones Devastadas.
Uno de los arquitectos destacados en este contexto fue Pedro Castañeda Cagigas (1909-1986), doctor en arquitectura, quien en 1941 ganó la plaza como arquitecto del Instituto Nacional de Colonización. En 1960 se le encargó el proyecto de nuevo emplazamiento para Marines.
También José Luis Fernández del Amo, como arquitecto funcionario del INC desde 1947, no solo participó en la planificación arquitectónica de estos pueblos sino que también desempeñó un papel crucial como intermediario entre arquitectos y artistas. Su designación en 1952 como el primer director del recién creado Museo Nacional de Arte Contemporáneo fortaleció aún más su conexión con jóvenes artistas que buscaban renovar el arte. Esta relación entre arte y arquitectura se manifestó en la decoración de los edificios religiosos dentro de estos pueblos de colonización. La elección de artistas de renombre para la decoración exterior e interior de las nuevas iglesias marcó una clara diferencia con el gusto oficial de la época.
Fernández del Amo, con su visión de apertura hacia nuevas expresiones, guio a estos artistas hacia la colaboración en proyectos interdisciplinares.Este enfoque de integrar elementos de vanguardia y otros de factura tradicional dio lugar a una fusión única en estos pueblos. Aunque estas innovaciones se enfrentaron a obstáculos, especialmente con el elemento eclesiástico, el legado de estos arquitectos y artistas persiste en la historia de la arquitectura contemporánea en España.

## Descripción

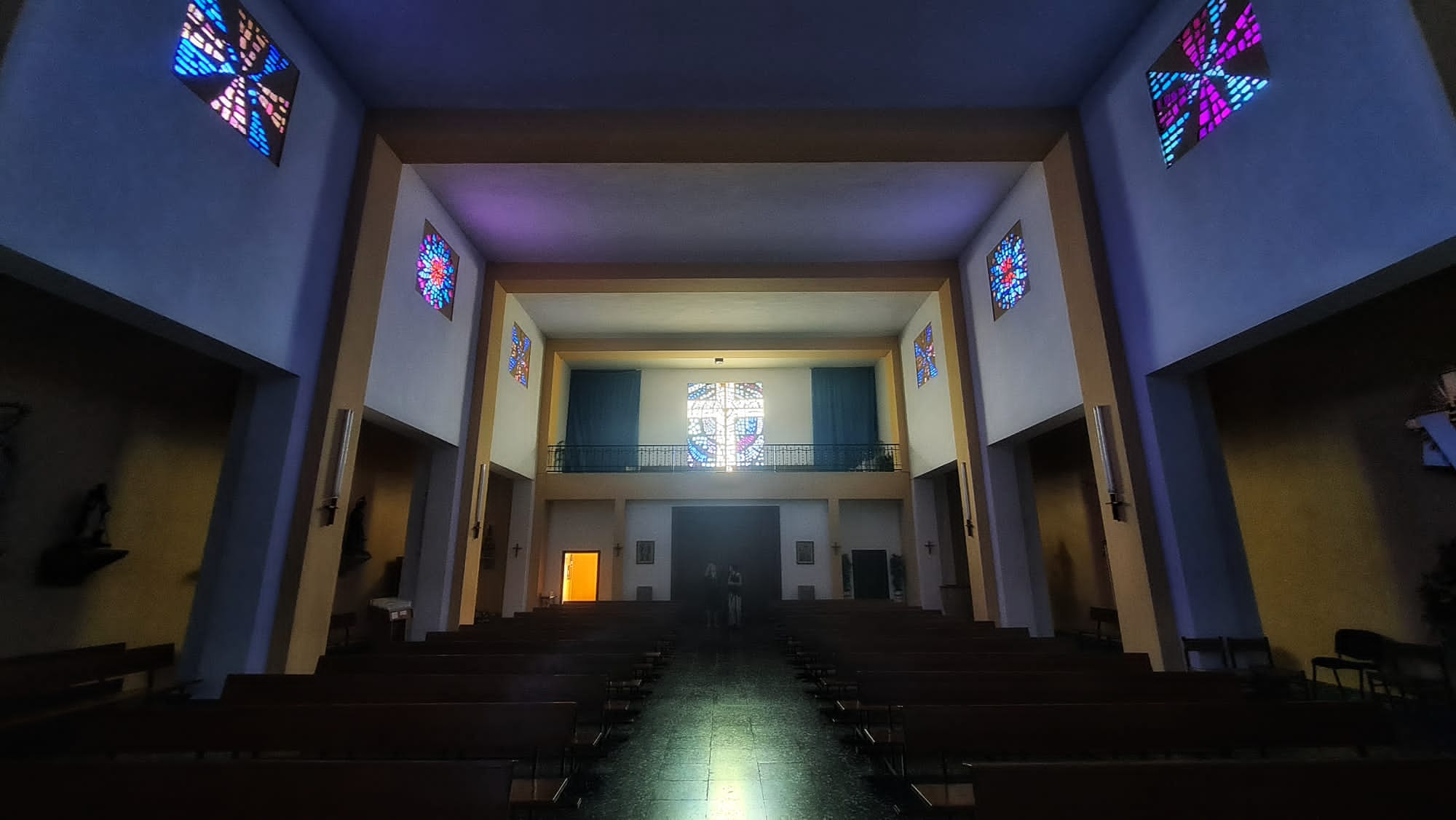
Interior de la iglesia parroquial del Cristo de las Mercedes. Marines (Valencia).

La fachada de la iglesia se presenta como una composición simple, sin ornamentación. En el centro, un portón de madera y sobre él, una vidriera rectangular con una cruz inscrita. A la derecha, una puerta de acceso más pequeña, mientras que a su lado se alza la torre campanario. La cubierta a dos aguas está rematada con tejas.
El edificio cuenta con una única y amplia nave central y ocho capillas en los laterales. Al lado del presbiterio rectangular, se encuentra la sacristía. A los pies de la nave se levanta un coro. La planta está articulada por seis pilares altos que sustentan el techo y conforman las capillas laterales.

### Las vidrieras

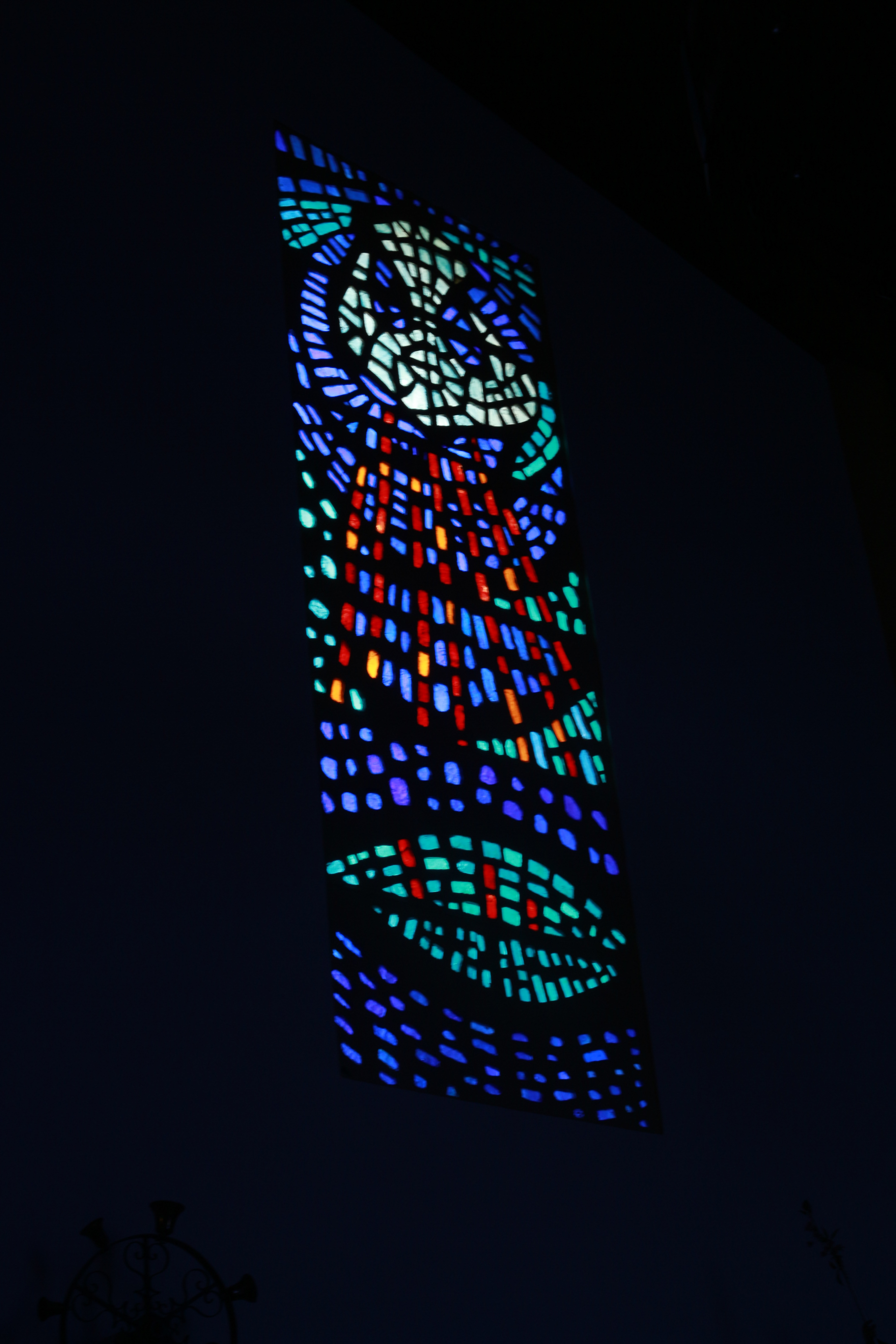
Vidriera de Arcadio Blasco. Iglesia parroquial del Cristo de las Mercedes. Marines (Valencia).

El único adorno de esta iglesia lo encontramos en las vidrieras. Constan de un total de 11 piezas de vidrio de formato variado, diseñadas en una composición abstracta y enmarcadas a los muros con cemento. Fueron diseñadas por Arcadio Blasco, que trabajó como artista plástico para el Instituto Nacional de Colonización, entre 1954 y 1965. Durante este periodo, realizó murales cerámicos y vidrieras para las iglesias de los pueblos construidos por el INC.

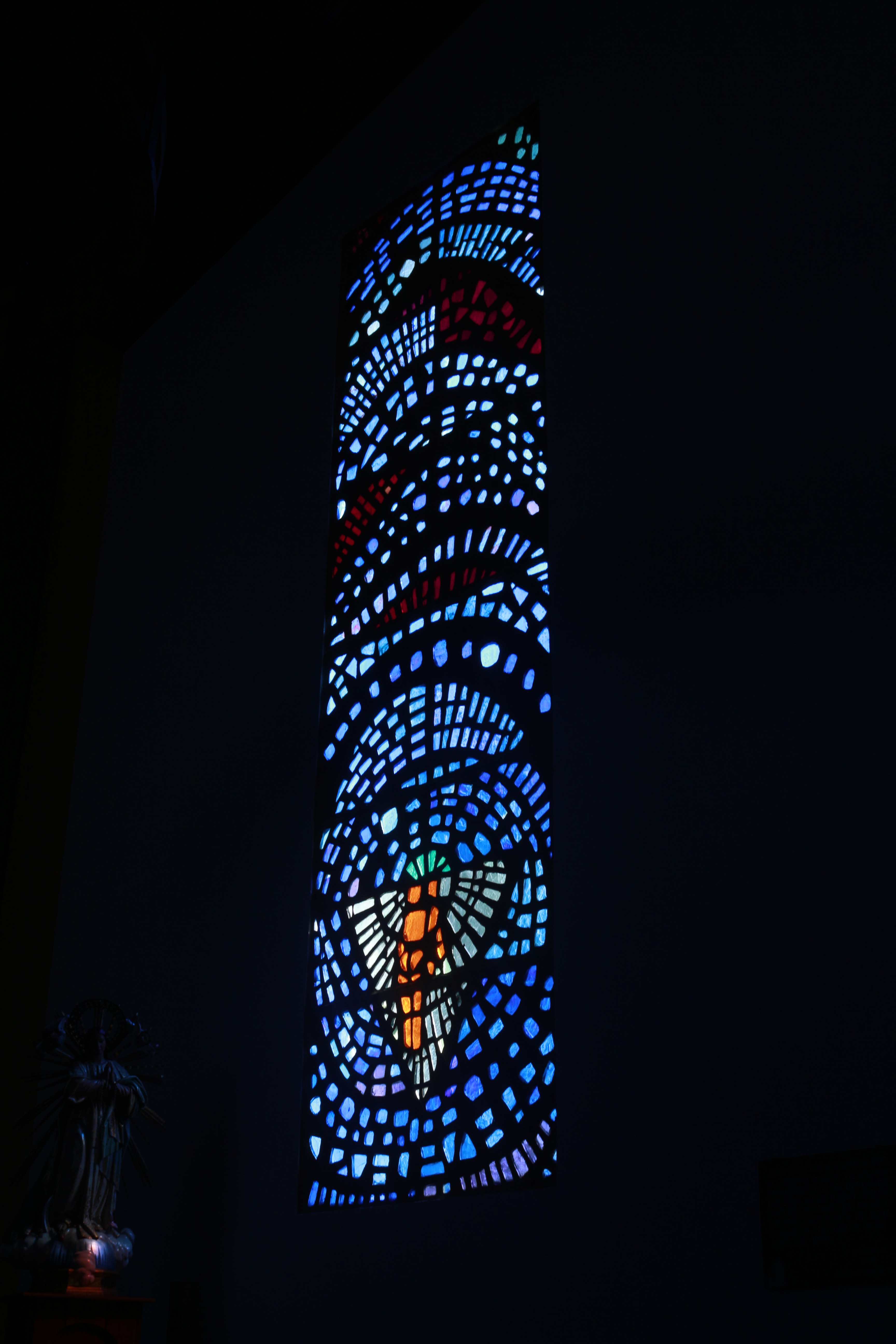
Vidriera de Arcadio Blasco. Iglesia parroquial del Cristo de las Mercedes. Marines (Valencia).

Las once vidrieras se reparten estratégicamente entre el presbiterio, la nave y el coro. Su programa iconográfico podría estar centrado en la representación de la Santísima Trinidad.
Empezando por la zona del altar, una alargada vidriera a la derecha del mismo es protagonizada por la “Dextera Domini” que destaca por su representación en amarillo y queda enmarcada en un triángulo blanco. La mano aparece apuntando con los dedos corazón e índice hacia abajo. Esta figura se sitúa en el tercio inferior del vitral, siendo los dos superiores un celaje azul.
Frente a ella, a la izquierda del altar, encontramos una vidriera de menor longitud y con una mayor variedad cromática. En el tercio superior del vitral veríamos representado al Espíritu Santo a través de la figura de la paloma blanca. Esta imagen aparece lanzando unos llamativos rayos hacia lo que podría ser el “Ojo de la providencia” que se encuentra en el tercio inferior.
Estos dos motivos se completarían con la vidriera central, donde se presenta una enorme cruz, imagen de Cristo. Es por ello que en la zona más alta, en la parte trasera del coro y presidiendo la fachada principal, encontramos un gran vitral rectangular con una cruz inscrita. Sobre un fondo de colores (que no se salen de la gama de azules y el uso puntual de tonos granates), destaca la monocromática cruz que consigue iluminar el interior de la iglesia. Esto se consigue también por su estratégica posición, situada en la fachada principal y orientada hacia el Este, permitiendo a la luz matutina iluminar con intensidad.
Por último, el conjunto, no se completa sin las ocho vidrieras cuadradas y simétricas que decoran e iluminan la nave de la iglesia. Estas presentan dos motivos que se repiten alternadamente a lo largo de la estancia: un rosetón y una cruz griega.